# هیئت امنا بی بی سی
هیئت امنا بی بی سی، هیئت اداره کننده بی‌بی‌سی است. هیئت امنا در آوریل ۲۰۱۷ جایگزین بی بی سی تراست شد. ریچارد شارپ رئیس هیئت امنا است.
رئیس و چهار عضو غیراجرایی این هیئت به نمایندگی از چهار کشور تشکیل دهنده بریتانیا توسط شورای خصوصی بریتانیا و بنا به توصیه وزیر امور خارجه بریتانیا منصوب می شوند. پنج عضو غیراجرایی دیگر توسط هیئت امنا منصوب و چهار عضو اجرایی توسط هیئت امنا انتخاب می شوند.
| نام                  | جایگاه                    | دوره         | دوره         |
| -------------------- | ------------------------- | ------------ | ------------ |
| ریچارد شارپ          | رئیس هیئت امنا            | فوریه ۲۰۲۱   | فوریه ۲۰۲۵   |
| تیم دیوی             | مدیرعامل                  | سپتامبر ۲۰۲۰ |              |
| نیکلاس سرتا          | مدیر ارشد مستقل           | آپریل ۲۰۱۷   | آپریل ۲۰۲۴   |
| شومیت بانرجی         | مدیر غیر اجرایی           | ژانویه ۲۰۲۲  | دسامبر ۲۰۲۵  |
| شرلی گارود           | مدیر غیر اجرایی           | جولای ۲۰۱۹   | جولای ۲۰۲۳   |
| دیمون بوفینی         | مدیر غیر اجرایی           | ژانویه ۲۰۲۲  | دسامبر ۲۰۲۵  |
| ایان هارگریوز        | مدیر غیر اجرایی           | آپریل ۲۰۲۰   | آپریل ۲۰۲۳   |
| رابی گیب             | عضو انگلستان              | می ۲۰۲۱      | می ۲۰۲۴      |
| موریل گری            | عضو اسکاتلند              | ژانویه ۲۰۲۲  | ژانویه ۲۰۲۶  |
| الن کلوس استفنز      | عضو ولز                   | جولای ۲۰۱۷   | جولای ۲۰۲۳   |
| هنوز انتخاب نشده است | عضو ایرلند شمالی          |              |              |
| شارلوت مور           | مدیر ارشد محتوا           | سپتامبر ۲۰۲۰ | سپتامبر ۲۰۲۲ |
| لی توازیوا           | مدیر ارشد عملیاتی         | فوریه ۲۰۲۱   |              |
| جاناتان مونرو        | سرپرست، اخبار و امور جاری | ژانویه ۲۰۲۲  |              |

## کمیته اجرایی
کمیته اجرایی مسئولیت فعالیت های روزانه بی بی سی  را بر عهده دارد.
| نام                | جایگاه                         |
| ------------------ | ------------------------------ |
| تیم دیوی           | مدیر عامل؛ مدیر اجرایی؛ سردبیر |
| کریس برایت         | مدیر ارشد مشتری                |
| تام فوسل           | مدیر عامل استودیو بی بی سی     |
| لی توازیوا         | مدیر ارشد عملیاتی              |
| رودری تالفان دیویس | مدیر ملل و مناطق               |
| شارلوت مور         | مدیر ارشد محتوا                |
| گوتام رنگاراجان    | مدیر گروه استراتژی و عملکرد    |
| جون سارپونگ        | مدیر ، تنوع و خلاقیت           |
| جاناتان مونرو      | سرپرست، اخبار و امور جاری      |